# Maison Routhier
La maison Routhier de Sainte-Foy est une maison à colombages pierroté, classée immeuble patrimonial le 6 décembre 1956 par le gouvernement du Québec.

## Histoire
La maison Routhier est construite vers 1757 par Pierre Belleau, dit Larose. En 1796, sa veuve donne la maison à sa fille Angélique et à son futur gendre, Antoine Routhier. Sept générations de Routhier y vivent jusqu’en 1954, quand François décide de la vendre. Classée monument historique en 1956 et acquise en 1957 par la Commission des monuments historiques, elle devient un centre de diffusion de la culture administrée par la ville de Sainte-Foy

## Classement et valeur patrimoniale
- En 1976, le service des loisirs de la ville de Sainte-Foy inaugure des cours de filage, tissage et tapisserie. On y installe des rouets, métiers à tisser et métiers haute-lisse.
- En 1982, la maison Routhier est cédée à la Ville de Sainte-Foy qui doit l’utiliser uniquement à des fins culturelles. Au cours des ans, s’ajoutent des cours de fabrication du feutre, broderie, dentelle, couture, tricot, chapellerie, vannerie, frivolité, courtepointe, fléché, etc.
- Dès 1984, la Ville de Sainte-Foy confie l’administration de la maison à une corporation sans but lucratif qui continue à promouvoir les techniques traditionnelles; la corporation est reconnue comme centre d’excellence par les ministères des Affaires culturelles et de l’Éducation[1].

## Affiliation
- En 1986, le Centre de formation textile de l’est du Québec (CEFTEQ) voit le jour à la maison Routhier et y donne ses premiers cours. Il devient vite évident que la maison est trop petite pour abriter les deux organismes; on doit donc les séparer. Le volet « professionnel », CEFTEQ, s’installe sur la rue Christophe Colomb et dispense maintenant des cours menant au DEC en arts textiles (CÉGEP de Limoilou), le volet « loisirs » demeure à La Maison Routhier[3].